# Szabó Balázs (japanológus)
Szabó Balázs (Budapest, 1968. május 1. –) japanológus.

## Tanulmányok
Szakirányú tanulmányait az Eötvös Loránd Tudományegyetem Bölcsészettudományi Karának japán szakán végezte 1992-1997 között.
2007-2010 között az ELTE Nyelvtudományi Doktori Iskoláján volt doktori hallgató, a japán filológia doktori programon.
Doktori disszertációját 2011. január 31-én védte meg, summa cum laude minősítéssel. 2023. március 19-én habilitált, szintén summa cum laude minősítéssel.

## Oktatói munka
1994-től a Tan Kapuja Buddhista Főiskolán volt előbb óraadó oktató (japán nyelv), majd 1998-tól főállású oktató (japán nyelv és aikidó elméleti tárgyak).
2007-től kezdve oktatott az Eötvös Loránd Tudományegyetem Bölcsészettudományi Karának Japán Tanszékén, előbb mint félállású tanársegéd, 2010-től teljes állású tanársegéd, majd 2011-tól mint egyetemi adjunktus és tanszékvezető-helyettes.
2023-ban habilitált, majd ugyanebben az évben egyetemi docenssé nevezték ki.
2024 január 1-étől a Japán Tanszék tanszékvezetője.
Oktatott tárgyai a japán történelem, eszmetörténet, klasszikus japán nyelv és grammatika, kora-újkori oklevélszövegek, modern tudományos szövegek területét fedik. Kutatási területe a japán harcművészet-elmélet, a harcművészeti iskolák dokumentumai, a kora-újkori japán történelem és eszmetörténet, a japán állami egyetemeken érvényesülő oktatói, kutatói szabadság kérdése a Meiji, Taisho és korai Showa időszakban
.

## Könyvei
Első könyve Test és tudat: a japán harcművészeti filozófia hajnala címmel (2016),  címmel jelent meg, ennek második, javított kiadása 2024-ben került kiadásra.
Második könyve 2025-ben jelent meg A sógun bukása: a szamurájhatalom vége Japánban címmel.

## Aikidó
Aikidóval 1984 óta foglalkozik, 1991 óta oktató, amikor átvette az akkor Zrínyi Miklós Nemzetvédelmi Egyetemen működő aikidóklub irányítását, amit Honshin Dojónak nevezett el.
1992-ben került kapcsolatba az Aikido Kobayashi Dojo Aikido Kobayashi Dojo japán szervezettel, amely a Kobayashi Yasuo mester által irányított csoportokat fogta össze, ebből a kapcsolatból született meg a Magyarországi Kobayashi Dojók Egyesülete (MKDE) .
Az 1. dan fokozatra 1990-ben, 2. danra 1992-ben, 3. danra 1996-ban, 4. danra pedig 2001-ben vizsgázott sikeresen, az 5. dan fokozatot 2008-ban, a  6. dant pedig 2016-ban kapta meg. 1996-2015 között a Magyarországi Kobayashi Dojók Egyesülete elnöke volt, utána tiszteletbeli elnöke.

## Fontosabb publikációi
- "Test és tudat. A japán harcművészeti filozófia hajnala". Budapest: Torii, 2016.
- "The art of gentleness: concept and origins of Japanese Jujutsu". In: Papp, Melinda (szerk.) Encounters with Japan : Japanese studies in the Visegrad four countries. Budapest: ELTE Eötvös Kiadó, 2015, pp. 195-221.
- "Initiation to the art of war: a preliminary text of the Takenouchi school". ACTA ORIENTALIA ACADEMIAE SCIENTIARUM HUNGARICAE 66:1, 2013, pp. 95-107.
- "Tanárok vagy kormánytisztviselők? Egyetemi autonómia, kutatói szabadság a Meiji Japánban". Távol-Keleti Tanulmányok 13:2, 2021, pp. 1-27.
- "A fekete hajók előtt. Nyugati kapcsolatfelvételi kísérletek Japánnal". Távol-Keleti Tanulmányok 10:1, 2018, pp. 171-183.
- "Bevezetés a szamurájok oktatásába: Yamaga Sokō Bukyō Shōgakuja". Távol-Keleti Tanulmányok 7:2, 2015, pp. 27-74.
- "A rendszerbarát lázadó: Yamaga Soko munkái és hatása". Keletkutatás: Tanulmányok az orientalisztika köréből, 2013, pp. 77-88.
- "A hadtudomány oktatása a kora-újkori Japánban". Távol-Keleti Tanulmányok 4:1-2, 2012, pp. 163-191.